# Trichocentrum cebolleta
Trichocentrum cebolleta (Jacq.) M.W.Chase & N.H.Williams, 2001 è un'orchidea epifita, originaria dell'America Meridionale.

## Distribuzione e habitat
La specie è presente in Colombia e Venezuela.
Si sviluppa sugli alberi in zone calde e umide, ad altitudini tra i 150 e i 1.700 m.